# Dmitri Timofejewitsch Koslow

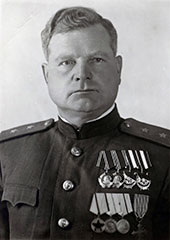
Dmitri Timofejewitsch Koslow

Dmitri Timofejewitsch Koslow (russisch Дмитрий Тимофеевич Козлов; * 23. Oktoberjul. / 4. November 1896greg. in Rasguljajka, heute in der Oblast Nischni Nowgorod; † 6. Dezember 1967 in Minsk) war ein sowjetischer Militärkommandeur. Er nahm für das Russische Kaiserreich am Ersten Weltkrieg, für die Rote Armee am Russischen Bürgerkrieg und die Sowjetunion am Zweiten Weltkrieg teil.

## Leben

### 1914–1941
Er wurde im Ort Rasguljajka geboren. Er verließ 1915 die Schule und trat daraufhin in die Armee des Zaren im Rang eines Praporschtschik ein. 
Er diente im Ersten Weltkrieg und wurde 1917 Offizier. 1918 trat er in die Rote Armee ein und kommandierte ein Bataillon im Russischen Bürgerkrieg.
Im Dezember 1922 wurde er Kommandeur des 4. Turkestan-Regiments und im September 1924 Kommandeur des 109. Regiments.
1930 wurde er Leiter der Kiewer Infanterieschule. Im Januar 1931 wurde er Kommandeur und Kommissar der 44. Schützendivision. Im Dezember 1935 bekam er einen Lehrauftrag an der Sowjetischen Militärakademie. Er wurde im April 1940 stellv. Kommandeur der Truppen des Militärdistrikts Odessa und im Dezember 1940 Leiter der sowjetischen Luftverteidigung. 1940 war er auch zum Generalleutnant ernannt worden. Er nahm am Überfall der Sowjetunion auf Finnland teil und kämpfte auch im Sowjetisch-finnischen Krieg.

### 1941–1967
Im Januar 1941 kommandierte er den Transkaukasischen Militärdistrikt und nach dem Überfall der Wehrmacht auf die Sowjetunion im Juni 1941 kommandierte er die Truppen an der Transkaukasusfront. Er leitete die sowjetische Invasion des Iran. 
Im Dezember 1941 kommandierte er die Truppen an der transkaukasischen Front und im Januar 1942 an der Krimfront. 
Er kommandierte die Kertsch-Feodossijaer Operation, die zwar zur kurzzeitigen Rückeroberung der Halbinsel Kertsch auf der Krim führte, jedoch schwere Verluste kostete. Die Rote Armee verlor beim deutschen Gegenangriff etwa 15.000 Mann, 37 Panzer und etliche Geschütze. Koslow wurde von der Front abgezogen und kommandierte anschließend (ab August) die 24. Armee. Ab Oktober 1942 war er stellv. Kommandant der Truppen an der Woronescher Front.
Koslow leitete die Verteidigung Charkows, das in der Schlacht bei Charkow (1943) von den Deutschen zurückerobert wurde. Zwischen Mai und August 1943 diente er an der Leningrader Front und ab August 1943 war er stellv. Kommandant der Truppen an der Transbaikalfront, wo er im August 1945 an der Sowjetischen Invasion der Mandschurei gegen die Streitkräfte des Japanischen Kaiserreiches in Mandschukuo teilnahm. Zwischen 1946 und seinem Ruhestand 1954 diente er als stellv. Kommandant im Transbaikal. Er starb 1967 in Minsk.